# Vicente Pereda
Vicente Pereda Mier (nacido el 18 de julio de 1941 en Toluca de Lerdo, Estado de México, México) es un futbolista mexicano retirado que jugaba en la posición de delantero. Jugó toda su carrera para el Deportivo Toluca Fútbol Club.
Debutó en la campaña 1960-61 con los Diablos Rojos del Toluca, donde permaneció toda su carrera y se convirtió en uno de los más grandes ídolos de la afición toluqueña, recibiendo el apodo de El Diablo Mayor. Jugó hasta cuatro posiciones en el campo, pero su olfato de gol lo llevó a ubicarse en la delantera para convertirse en el máximo goleador y principal figura del Toluca en la década de los 1960s.

## El Bicampeonato con los Diablos Rojos
Ganó los campeonatos de Liga con el Toluca en las temporadas 1966-67 y 1967-68, siendo dirigido por Ignacio Trelles. Cuando el Toluca fue campeón en la temporada 1974-1975, dirigido por el uruguayo José Ricardo de León, Vicente Pereda todavía alcanzó a ser campeón con el Toluca, dado que se retiró en la campaña 1975-1976.

## Título de Goleo
Su mayor logro individual fue conseguir el campeonato de goleo en la temporada 1969-70, ganando la carrera a Mariano Ubiracy delantero centro de los Tiburones Rojos de Veracruz.
Con la Selección de fútbol de México disputó 21 partidos anotando 6 goles, pero nunca logró asistir a una Copa Mundial de Fútbol.

## Palmarés

### Títulos nacionales
| Título               | Club   | País   | Año     |
| -------------------- | ------ | ------ | ------- |
| Primera División     | Toluca | México | 1966-67 |
| Campeón de Campeones | Toluca | México | 1966-67 |
| Primera División     | Toluca | México | 1967-68 |
| Campeón de Campeones | Toluca | México | 1967-68 |
| Primera División     | Toluca | México | 1974-75 |

### Títulos internacionales
| Título                           | Club           | País           | Año  |
| -------------------------------- | -------------- | -------------- | ---- |
| Juegos Panamericanos             | México amateur | Canadá         | 1967 |
| Copa de Campeones de la Concacaf | Toluca         | Estados Unidos | 1968 |

### Distinciones individuales
| Distinción                                       | Año     |
| ------------------------------------------------ | ------- |
| Máximo goleador de la Copa México                | 1966-67 |
| Máximo goleador de los Juegos Panamericanos      | 1967    |
| Máximo goleador de la Primera División de México | 1969-70 |